# Tapanahoni
La rivière Tapanahoni est une rivière importante dans le coin sud-est du Suriname et un affluent gauche du fleuve le Maroni.

## Géographie
Elle trouve son origine dans la partie méridionale des monts Eilerts de Haan, près de la frontière du Brésil. Elle est tributaire du Maroni près de l'île Stoelmans. Dans son cours supérieur, il y a des villages du peuple amérindien Tiriyó tandis que plus bas, les villages sont habités par des Wayana et des Nègres marrons Ndjuka.

## Villages le long de la rivière

### Habités par des Tiriyó
- Alupi 1
- Alupi 2
- Alopi
- Palumeu
- Pelelu Tepu

### Habité par les Wayana
- Apetina